# 新美吉太郎
新美 吉太郎（にいみ よしたろう、1979年7月23日 - ）は、日本の男性総合格闘家。岐阜県恵那郡出身。バッファローMMA所属。元HEAT総合ルール ウェルター級王者。

## 来歴
2003年9月15日、第10回全日本アマチュア修斗選手権・ミドル級（-76kg）に出場し、3位入賞。この時の所属は格闘結社田中塾。
2005年7月14日、プロ修斗デビュー戦で吉田善行と対戦し、2-0の判定勝ち。この時の所属は総合格闘技津田沼道場。
2006年7月30日、修斗2006年新人王決定トーナメントミドル級2回戦で山崎昭博と対戦し、1-1の判定ドローとなるも抽選で準決勝進出を決めた。
2006年10月14日、修斗2006年新人王決定トーナメントミドル級準決勝で小西"獅子"優樹と対戦し、0-3の判定負けを喫した。
2007年4月、仕事の都合で転勤したため総合格闘技津田沼道場からALIVEに移籍した。
2007年10月8日、修斗 SHOOTO GIG CENTRAL Vol.13のセミファイナルで坂井圭介と対戦し、3-0の判定勝ち。この試合からALIVE所属となった。
2008年3月16日、修斗 SHOOTO GIG CENTRAL Vol.14のメインイベントで杉浦"C坊主"博純と対戦し、0-0の判定ドロー。
2008年6月21日、修斗で奥野泰舗と対戦し、2-1の判定勝ちを収めた。
2008年7月13日、HEAT初参戦となったHEAT7のHEAT総合ルール ウェルター級トーナメント1回戦で鬼頭潤と対戦し、チョークスリーパーで一本勝ちを収めた。
2008年10月26日、修斗環太平洋ミドル級（-76kg）王座決定戦でザビアー・ルーカスと対戦し、0-2の判定負けで王座獲得に失敗した。
2008年12月14日、HEAT8のHEAT総合ルール ウェルター級トーナメント準決勝でジャスティン・ホルダスと対戦し、0-3の判定負けを喫した。
2009年9月20日、修斗のメインイベントで佐藤洋一郎と対戦し、右ストレート連打でKO負けを喫した。
2010年3月14日、HEAT13で行なわれた総合ルール ウェルター級暫定王座決定戦でクォン・アソルと対戦し、2-1の判定勝ちを収め王座獲得に成功した。当初は辛拉麺と王座決定戦で対戦予定であったが、辛拉麺が前日の減量中に倒れ欠場したためアソルとの暫定王座決定戦に急遽変更された。
2010年7月18日、HEAT 14で行なわれた総合ルール ウェルター級王座決定戦でジャスティン・ホルダスと7か月ぶりに再戦し、3-0の判定勝ちを収め王座獲得に成功した。
2010年9月20日、HEAT15で行なわれたHEAT・X-1団体交流戦でロナルド・ジューンと対戦し、0-3の判定負けを喫した。
2011年3月13日、HEAT17の総合ルール ウェルター級タイトルマッチでクォン・アソルと再戦し、膝蹴りでKO負けを喫し王座陥落した。
2011年9月25日、HEAT19で引退セレモニーが行われた。

## 戦績
| 総合格闘技 戦績 | 総合格闘技 戦績 | 総合格闘技 戦績 | 総合格闘技 戦績 | 総合格闘技 戦績 | 総合格闘技 戦績 | 総合格闘技 戦績 |
| --------------- | --------------- | --------------- | --------------- | --------------- | --------------- | --------------- |
| 18 試合         | (T)KO           | 一本            | 判定            | その他          | 引き分け        | 無効試合        |
| 9 勝            | 1               | 2               | 6               | 0               | 2               | 0               |
| 7 敗            | 2               | 0               | 5               | 0               | 2               | 0               |

| 勝敗 | 対戦相手                 | 試合結果                         | 大会名                                                                                        | 開催年月日     |
| ×    | クォン・アソル           | 2R 3:02 KO（膝蹴り）             | HEAT17 【HEAT総合ルール ウェルター級タイトルマッチ】                                          | 2011年3月13日  |
| ×    | ロナルド・ジューン       | 5分3R終了 判定0-3                | HEAT15                                                                                        | 2010年9月20日  |
| ○    | ジャスティン・ホルダス   | 5分3R終了 判定3-0                | HEAT14 【HEAT総合ルール ウェルター級王座決定戦】                                              | 2010年7月18日  |
| ○    | クォン・アソル           | 5分3R終了 判定2-1                | HEAT13 【HEAT総合ルール ウェルター級暫定王座決定戦】                                          | 2010年3月14日  |
| ×    | 佐藤洋一郎               | 2R 2:16 KO（スタンドパンチ連打） | 修斗 SHOOTING DISCO 10 〜TWIST & SHOOTO〜                                                     | 2009年9月20日  |
| ○    | 増ブッチ博               | 2R+延長R 3:31 チョークスリーパー | HEAT10                                                                                        | 2009年7月18日  |
| ×    | ジャスティン・ホルダス   | 5分2R終了 判定0-3                | HEAT8 【HEAT総合ルール ウェルター級トーナメント 準決勝】                                      | 2008年12月14日 |
| ×    | ザビアー・ルーカス       | 5分3R終了 判定0-2                | 修斗 SHOOTO GIG CENTRAL Vol.16 【修斗環太平洋ミドル級王座決定戦】                             | 2008年10月26日 |
| ○    | 鬼頭潤                   | 1R 2:49 チョークスリーパー       | HEAT7 【HEAT総合ルール ウェルター級トーナメント 1回戦】                                       | 2008年7月13日  |
| ○    | 奥野泰舗                 | 5分2R終了 判定2-1                | 修斗 SHOOTING DISCO 5 アース ウィンド アンド ファイター 〜大地と風と戦士〜                    | 2008年6月21日  |
| △    | 杉浦"C坊主"博純          | 5分2R終了 判定0-0                | 修斗 SHOOTO GIG CENTRAL Vol.14                                                                | 2008年3月16日  |
| ○    | 坂井圭介                 | 5分2R終了 判定3-0                | 修斗 SHOOTO GIG CENTRAL Vol.13 & KAKUMEI NAGOYA 1                                             | 2007年10月8日  |
| ○    | イワン・ムッサルド       | 2R 4:21 TKO（マウントパンチ）    | 修斗 BACK TO OUR ROOTS 02                                                                     | 2007年3月16日  |
| ×    | マテウス・イリエ・ネキオ | 5分2R終了 判定0-3                | G-SHOOTO Special 03                                                                           | 2006年11月19日 |
| ×    | 小西"レオ"優樹           | 5分2R終了 判定0-3                | 修斗 【新人王決定トーナメント ミドル級 準決勝】                                               | 2006年10月14日 |
| △    | 山崎昭博                 | 5分2R終了 判定1-1                | 修斗 下北沢修斗劇場 第15弾 〜シューティングスター〜 【新人王決定トーナメント ミドル級 2回戦】 | 2006年7月30日  |
| ○    | 前田健太郎               | 5分2R終了 判定3-0                | 修斗                                                                                          | 2005年11月29日 |
| ○    | 吉田善行                 | 5分2R終了 判定2-0                | 修斗 下北沢修斗劇場 第12弾 〜Shooter's Summer〜                                               | 2005年7月14日  |

## 獲得タイトル
- HEAT総合ルール ウェルター級暫定王座（2010年）
- 第2代HEAT総合ルール ウェルター級王座（2010年）